# Ydwer Bosma
Ydwer Bosma (Hoorn, 1994) is een Nederlandse acteur, schrijver en producent.
Bosma is bij het grote publiek vooral bekend door zijn rol als 'Tom' in de tweede reeks over Snuf de hond. Hierin verving hij Tom van Kalmthout, die deze rol in twee eerdere series voor zijn rekening nam. Bosma is ook te zien als Pelle in de kinderserie Pip en Pelle, waar hij tevens regisseur en schrijver van is. Tevens speelt Bosma in verschillende reclamespotjes.
Buiten zijn werkzaamheden als acteur is Bosma actief als theater- en filmproducent.